# Harztor
Harztor est une municipalité allemande du land de Thuringe, dans l'arrondissement de Nordhausen, au centre de l'Allemagne.
Elle a été créée le 1er janvier 2012 par fusion des anciennes municipalités d'Ilfeld et de Niedersachswerfen. En juillet 2018, les anciennes municipalités de Harzungen, Herrmannsacker et Neustadt/Harz ont intégré Harztor.

## Personnalités liées à la ville
- Michael Neander (1525-1595), philologue mort à Ilfeld.
- Lorenz Rhodomann (1546-1606), philologue né à Niedersachswerfen.
- Carl Friedrich August Meisner (1765-1825), ornithologue né à Ilfeld.